# Joseph de la Vega
Joseph de la Vega (1650 circa – Amsterdam, 13 novembre 1692) è stato un mercante olandese.
Divenne famoso per il suo capolavoro Confusión de Confusiones. L'opera di Vega è il primo studio scritto sulla Borsa di Amsterdam e sui suoi protagonisti, gli azionisti. Con uno stile ricercato, descrive l'intera gamma di operazioni finanziarie, dalle opzioni (put e call) ai contratti future, dall'acquisto con margine alle cospirazioni di rialzisti e ribassisti, fino a una forma embrionale di trading sugli indici azionari. La pubblicazione di Confusión de Confusiones contribuì a porre le basi per i moderni campi dell'analisi tecnica e della finanza comportamentale.

## Biografia
Joseph Penso Felix nacque intorno al 1650 da una famiglia di ebrei spagnoli e portoghesi; non si sa però con precisione dove. Era figlio di Isaac Penso Félix (1608-1683), un mercante, e di Esther de la Vega (morta prima del 1679). Suo padre era un converso di Espejo, un piccolo paese della provincia di Cordova (Andalusia), che aveva fatto un voto solenne nella segreta dell'Inquisizione, giurando che entro un anno dal suo rilascio avrebbe professato apertamente la fede ebraica. Mantenne questo giuramento a Middelburg dopo la sua fuga ad Anversa. Si trasferì ad Amburgo, dove sposò Esther de la Vega; Sara, la loro primogenita, nacque lì nel 1645. Nel 1655 fu nominato parnas, poco dopo che la famiglia si fosse stabilita ad Amsterdam. Secondo i certificati di matrimonio conservati nell'Archivio Comunale di Amsterdam, Joseph aveva tre fratelli minori e quattro sorelle minori: Abraham Penso Felix (circa 1656-1710) era un maestro di scuola, venditore di diamanti e commerciava schiavi; David (1654-) e Raphael Penso (circa 1659-) erano mercanti, che si trasferirono a Londra; Jochebet Pensa (1655-1718), Ribca Penso (1662-1720), Abigail Penso (circa 1663-1708) e Lea Pensa (1664-1710) vissero ad Amsterdam.
Joseph fu istruito da Isaac Aboab da Fonseca e Moses Raphael de Aguilar, membri della comunità Talmud Torah. Completò il suo primo dramma ebraico, "Asire ha-Tiḳwah" ("Il prigioniero della speranza"), in tre atti, pubblicato ad Amsterdam nel 1673 da Joseph Athias. In quest'opera, allegoricamente, raffigurava la vittoria della volontà sulle passioni. Sposò Raquel Alvares Vega di Anversa, ma non si conosce la data. La sua vita commerciale ad Amsterdam iniziò nel 1679 con un protesto di cambiale nei confronti del Portogallo; è l'unica traccia registrata a suo nome. Ricoprì le cariche onorarie di presidente dell'Academia de los Sitibundos e nel 1685 di segretario dell'Academia de los Floridos, fondata da Manuel de Belmonte (morto prima del 1705), un ebreo di corte residente del re di Spagna dal 1674 (che organizzò traffici di schiavi tra il 1679 e il 1691).
Nell'agosto del 1688 Joseph de la Vega visse il crollo della Compagnia Olandese delle Indie Orientali e della Compagnia Olandese delle Indie Occidentali, che lo portò alla rovina finanziaria  Il finanziamento dell'invasione armata di Guglielmo III in Inghilterra causò una crisi finanziaria nella Repubblica Olandese. Di conseguenza, i finanziatori che seguirono Guglielmo III in Gran Bretagna possedevano una gamma completa di tecniche finanziarie, per le quali trovarono prontamente un mercato. Questo trasferimento di conoscenze costituì la base del trading di derivati a Londra, collegando saldamente il lavoro pionieristico di Amsterdam all'emergere dei mercati moderni. Fu sepolto a Beth Haim di Ouderkerk aan de Amstel.

## Eredità
oseph de la Vega, che prese il cognome della madre, scrisse oltre 200 lettere a vari principi e uomini di stato. Confusión de Confusiones rimase un'opera poco conosciuta fino al 1892, quando l'economista tedesco Richard Ehrenberg pubblicò un saggio influente negli Jahrbücher für Nationalökonomie und Statistik dal titolo "Die Amsterdamer Aktienspekulation im 17. Jahrhundert" ("La speculazione azionaria ad Amsterdam nel XVII secolo"). Secondo L. Petram, Joseph dedicò un'attenzione sproporzionata a trucchi e imbrogli; il suo libro è pieno di elementi drammatici e di troppe carenze tecniche per essere utile come manuale di istruzioni. Joseph scrisse Confusión principalmente per intrattenere i membri colti della comunità sefardita (l'Academia de los Floridos).
A partire dal 2000, la Federazione delle Borse Valori Europee assegna annualmente il Premio De La Vega a "giovani ricercatori europei che si distinguono per ricerche eccezionali sui mercati mobiliari in Europa".

## Opere
- (ES) Discurso académico moral. Hecho en la Insigne Academia de los Sitibundos, Amsterdam, 1683. Dedicato a Isaac Senior Texeira in Amburgo.
- (ES) Triunfos del águila y eclipses de la luna, Amsterdam, 1683.
- (ES) La Rosa, Panegírico Sacro, Hecho en la Insigne Academia de los Sitibundos, Amsterdam, 1683.
- (ES) Rumbos peligrosos por donde navega con título de novelas la zozobrante nave de la temeridad, Anversa, 1684.
- (EN) Discursos académicos, morales, retóricos, y sagrados. Recitados en la Florida Academia de los Floridos, Anversa, 1685.
- (ES) Confusión de Confusiones, 1688.
- (ES) Retrato de la Prudencia, y simulacro del Valor, al Augusto Monarca Guilielmo Tercero, Rey de la Gran Bretaña, Anversa, Joan Bus, 1690.
- (ES) Ideas possibles de que se compone un curioso ramillete de fragrantes flores, cultivadas y regidas por Don José de la Vega, Anversa, 1692.